# HTC Vive

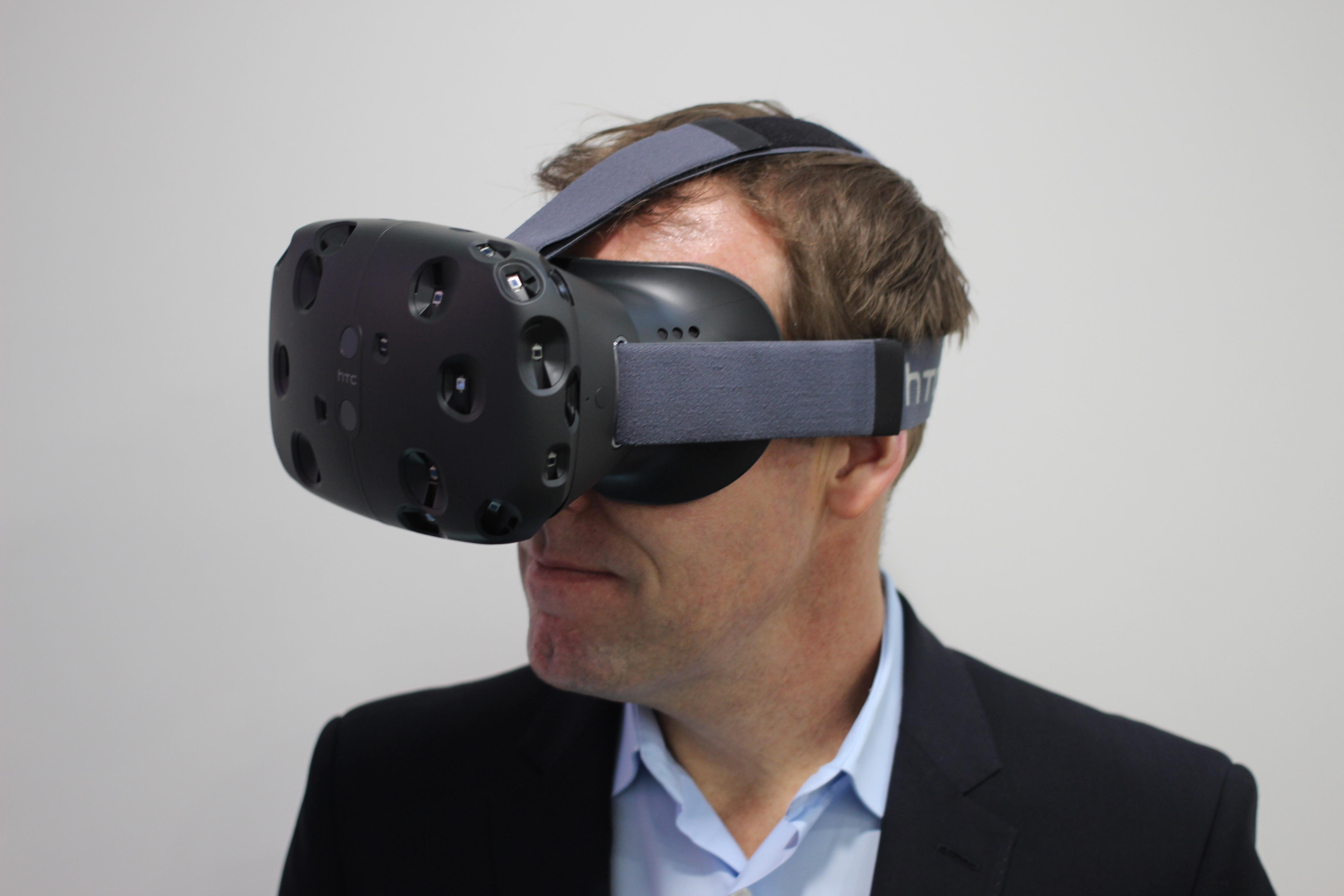
HTC营销执行董事Jeff Gattis戴着头套。

HTC Vive是一款虚拟现实头戴式显示器，由宏达国际电子（HTC）和維爾福公司（Valve Corporation）共同开发，发布于2016年4月5日。 它也是維爾福公司的SteamVR项目的一部分。这款头戴式显示器的设计利用“房间规模”的技术，通过传感器把一个房间变成三维空间，在虚拟世界中允许用户自然地导航，能四处走动，并使用运动跟踪的手持控制器来生动地操纵物体的能力，有精密的互动，交流和沉浸式环境的体验。
在2015年3月世界移动通信大会上，HTC的主题演讲中揭幕的“HTC Vive”已经被授予了2016年CES上的22个奖项，包括CES最佳奖项。
2022 年 2 月HTC VIVE 推出了 VIVERSE	 
，由旗下 5G 產品、VIVE VR 設備以及 ENGAGE 和 VRChat 等合作夥伴組成的元宇宙生態系統。 VIVERSE 透過 VIVE Connect 等軟體工具讓非VIVE用戶也能透過智慧型手機來體驗元宇宙世界。 其中推出一款名為 VIVE Guardian 的應用程式讓家長能安心讓孩子使用。

## 发布
2015年12月18日，宏達電於中國大陸北京舉辦「HTC VIVEUNBOUND 宏達無限開發者峰會」，宣布將發出7000套HTC Vive開發者裝置套件提供開發者使用。
2016年2月22日，宏達電於世界行動通信大會上宣布，HTC Vive的售價為799美元，預定將於美國東部時間2月29日上午10點開放預購。宏達電強調，於非美金交易的國家，售價可能有所差異；售價不含稅與運費。最快發貨時間是4月初。首發地有24個地區：台灣、中國大陸、日本、美國、加拿大、英國、德國、法國、奧地利、比利時、捷克、丹麥、芬蘭、冰島、義大利、荷蘭、挪威、波蘭、西班牙、瑞士、愛爾蘭、瑞典、澳洲與紐西蘭。

## HTC Vive技术规格
「HTC Vive」具有90赫兹的螢幕更新率。该设备使用两个螢幕，每眼一个螢幕，每个螢幕具有1080×1200像素解析度。

### HTC Vive最低系统要求
- GPU: NVIDIA GeForce GTX 970 / AMD Radeon R9 290 同等或更高的版本
- CPU: Intel i5-4590 / AMD FX-8350 同等或更高的版本
- RAM: 4GB+
- Video Output: HDMI 1.4 或 DisplayPort 1.2 或更高版本
- USB Port: 1x USB 2.0 或更高版本
- 操作系统: Windows 7 SP1 或更新版本[9]

## HTC Vive Pro技術規格

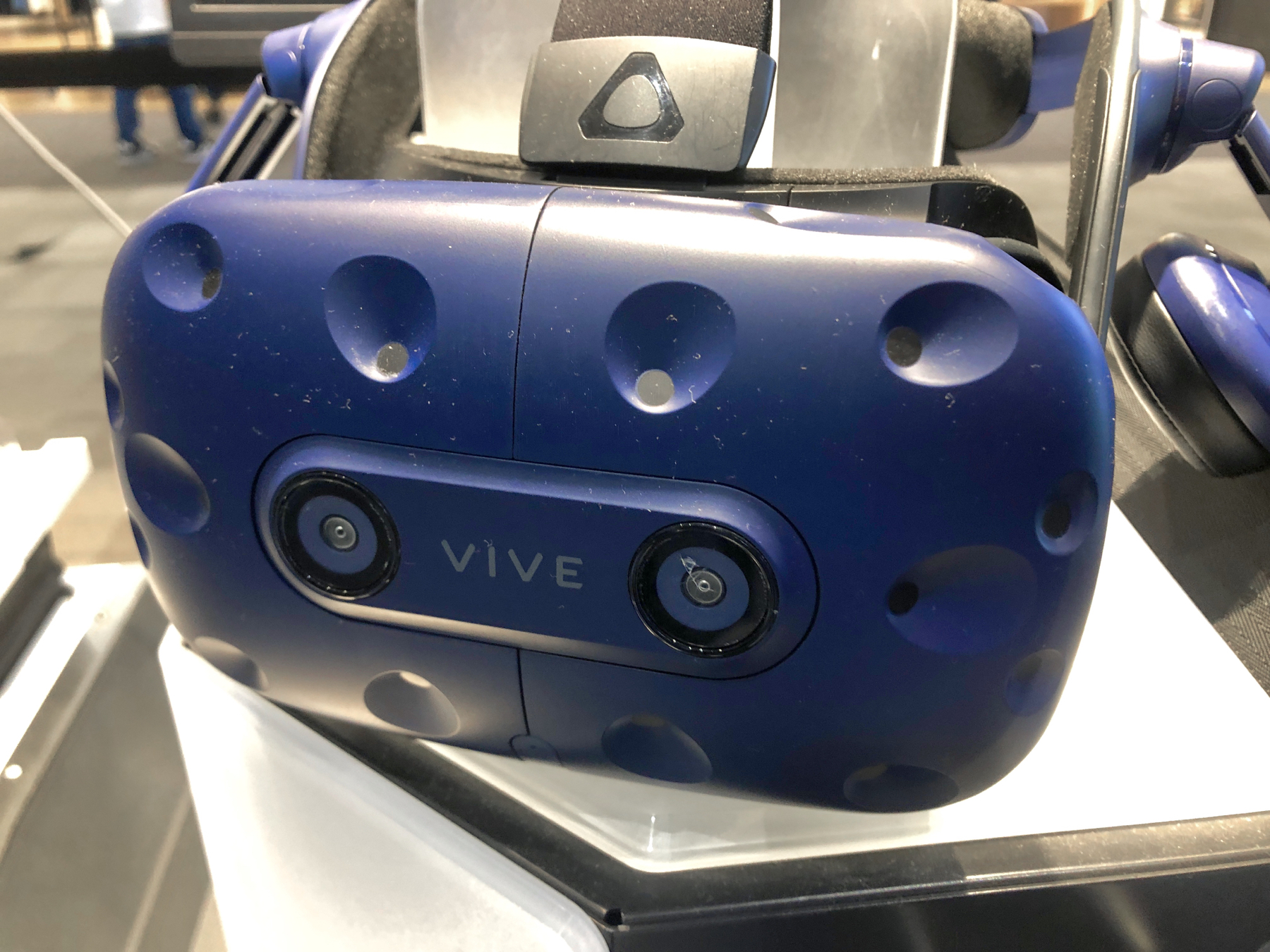
HTC Vive Pro

「Vive Pro」具有90赫兹的螢幕更新率。该设备使用两个螢幕，每眼一个螢幕，每个螢幕具有1440 x 1600像素解析度。

### HTC Vive Pro最低系统要求
- CPU: Intel® Core™ i5-4590 或 AMD FX™ 8350，其他效能相等或更佳的處理器。
- GPU: NVIDIA® GeForce® GTX 970 或 AMD Radeon ™ R9 290，其他效能相等或更佳的顯卡。
- 記憶體: 4 GB RAM 或更多
- 視訊輸出: DisplayPort 1.2 或更新版本的連接埠(筆記型電腦需要另外購買miniDP-miniDP 連接線)
- USB: 1個USB 3.0或更新版本的連接埠
- 作業系統: Windows® 7, Windows® 8.1 或更新版本，或Windows® 10
- 升級到Windows®10來達到雙鏡頭透視功能的最佳效果
- 在Windows® 7 使用VIVE Pro前，驅動程式需要先下載及安裝

- 推薦給用戶 VR 解決方案的最佳效能顯卡是 NVIDIA GeForce GTX 1070/Quadro P5000或更佳，AMD Radeon Vega 56/Pro WX7100/FirePro W9100或更佳[10]。

## HTC Vive Pro Eye 技術規格
精準眼球追蹤技術結合專業級的音效和圖像–為工作室、居家工作者、和VR使用者提供優質沉浸式體驗設計。
追蹤和演繹眼球運動，打造與和實現生活相同的互動感，優化GPU運算功率，且簡化輸入和操作。房間規模追蹤技術可達100m²，透過無與倫比的SteamVR™追蹤技術2.0，打造寬闊的VR體驗。透過雙AMOLED顯示器，讓用戶探索更深入的細節，解析度為2880 x 1600像素和615PPI，可為圖像提供豐富的色彩和對比。 採用Hi-Res認證的耳機與3D音效合成，提供逼真的沉浸體音效。
- Pro Eye商用版，定價為新台幣 51,900 元
- Pro Eye商用-場域版，定價為新台幣 77,990 元

### HTC Vive Pro Eye 最低系统要求
- CPU: Intel ® Core™ i5-4590 或 AMD FX™ 8350，其他效能相等或更佳的處理器。
- GPU: NVIDIA ® GeForce ® GTX 970 或 AMD Radeon™ R9 290 ，其他效能相等或更佳的顯卡。
- 記憶體: 4 GB RAM 或更多
- 視訊輸出: DisplayPort 1.2或更新版本的連接埠(筆記型電腦需要另外購買miniDP-miniDP 連接線)
- USB: 1個USB 3.0或更新版本的連接埠
- 作業系統: Windows® 7, Windows® 8.1 或更新版本，或Windows® 10
- 升級到Windows®10來達到雙鏡頭透視功能的最佳效果
- 在Windows® 7 使用VIVE Pro前，驅動程式需要先下載及安裝

## 游戏
2016年3月，在HTC Vive开放预购订单的时候，有107个游戏已经支援虚拟现实。

## VIVE FOCUS
VIVE Focus 提供企業方便的一體機方案。 享受無線VR體驗，配備超高清3K AMOLED顯示器，搭載Qualcomm®Snapdragon™835處理器及展現world-scale超大空間定位，不需連接PC、基地台或感應器即可隨時隨地體驗無限自由。
VIVE Focus定價為新台幣 18,900 元

## VIVE Focus Plus
2019年1月，在CES 2019年，HTC推出了一款名為VIVE Focus Plus 是VIVE Focus的升級版，是一種新型態的一體式 VR 設備，升級了前代的六自由度（6DoF）Focus 頭戴式顯示器，帶來更好的視覺效果。採用舒適的人體工學設計，以及雙 6DoF 控制器，不僅提供更大的使用彈性，同時也保證完整的互動性、移動性及擬真度。配備全新菲涅爾透鏡，大幅度減少環效應帶來的影響，為使用者呈現更加清晰的視覺效果。
VIVE Focus Plus 提供兩個超音波 6DoF 控制器手把，板機搭載力道感測功能，透過來自壓力感測的互動，讓使用者可以精準且直覺地控制 VR 中的物品。VIVE Focus Plus 頭戴顯示器及控制器手把都是六自由度，讓使用者可以享受為 VR 一體機設計的原創內容，體驗與一般電腦設備相同的自由度與虛擬環境中流暢的互動。
同時，VIVE Focus Plus還配備全新菲涅爾透鏡，大幅度地減少環效應帶來的影響，為使用者呈現更加清晰且逼真的視覺效果，而且用戶還可以使用約200款適用於所有搭載VIVE WAVE開放平台設備的精彩內容。
VIVE Focus Plus 定價為新台幣 25,900 元。

## Vive Pro
HTC於2018年1月的美國消費者電子展(CES)公布了 Vive 的昇級版Vive Pro，解析度從原本的 2160 x 1200 提高到 2880 x 1600，約增加了78%。台灣建議售價新台幣 24,988 元，同年4月5日起全球陸續出貨。此外， Vive 台灣售價調降到16,800元新台幣。

### 版本
- 僅含 VIVE Pro 頭戴式顯示器，售價24,988元新台幣
- VIVE Pro 一級玩家版，售價34,188元新台幣
- VIVE Pro 專業版，售價46,000元新台幣

### VR 培訓戰機飛行員
美國空軍自 2018 年起就開始採用 HTC VIVE Pro 裝置，透過 VR 與 AI 系統來培訓新的飛行員。現在2019年，英國皇家空軍也將加入採用 VR 培訓戰機飛行員的計畫。
美國空軍在去年4月在德州奧斯丁空軍部隊預備中心（Armed Forces Reserve Center）首次發表的次世代飛行員培訓計畫（Pilot Training Next ）課程，此計畫採用先進生物識別、人工智慧及虛擬實境系統來優化空軍訓練新飛行員的方式。
學員透過 VIVE Pro 頭戴式顯示器、基地台、控制器、閥門及其他設備來模擬駕駛艙及練習演習狀況；該系統採用人工智慧來對飛行員的生物識別進行追蹤，例如壓力指數等，藉以調整模擬器中的環境，以達到最佳的訓練效果。

## Vive Pro Eye
2019年1月，在CES 2019年，HTC推出了一款名為Vive Pro Eye的HTC Vive Pro升級版。 新設備內置眼球追蹤功能，可讓使用者看到更銳利、更擬真的畫面，也能有效減少能耗，懂得針對性地只在使用者看著的地方優化。同時這新的使用體驗更可以簡化操作體驗，像是功能表上的導覽之類。

## Vive Cosmos

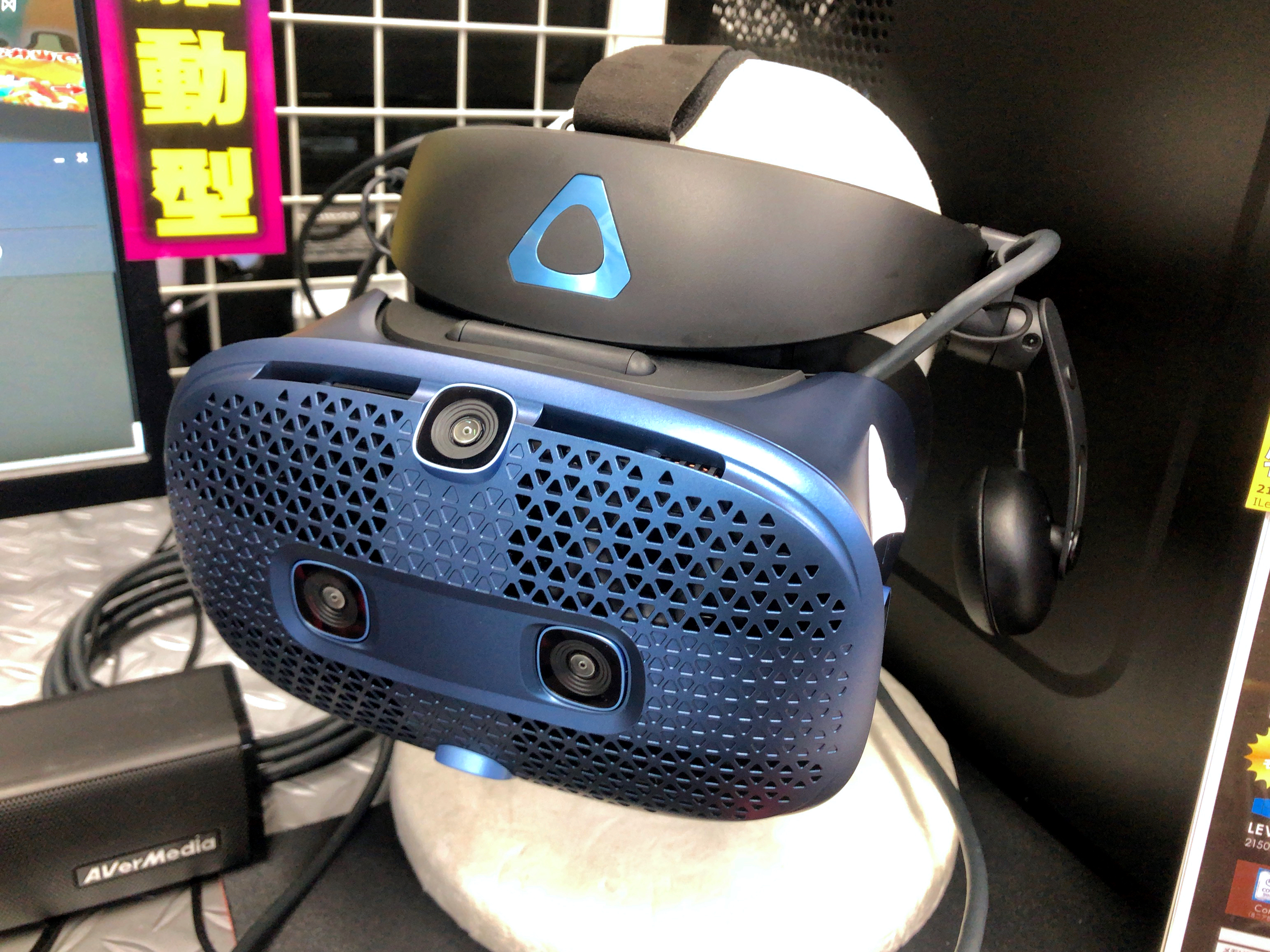
HTC Vive Cosmos

2019年1月，在CES 2019 上，HTC Vive展示了全新的VR裝置Vive Cosmos，主打簡便、舒適和易於使用的特性。目前HTC方面只透露了Cosmos可與電腦或手機配搭使用、無需外置定位器就能進行空間追蹤，眼罩的部分更可以掀起來。Cosmos總共會搭載6顆相機以實現inside-out追踪，而且還將配有模組化的外罩，以滿足未來不同的VR需求。
與此同時，還採用了雙眼合計2,880 x 1,700解析度的LCD顯示面板，相比過去的產品有了巨大的提升（主要對手為無同樣需外置定位器的一體式VR設備Oculus Quest，解析度2,880 x 1,600 OLED）。HTC已宣佈發佈日期將於2019年10月3日。

## VIVE XR Elite
2023年1月，HTC 在 CES 2023 上發表了新一代的一體機 Vive XR Elite。其為混合實境（MR）的一體機，並有 4K 的解析度與 90Hz 的更新率，及 110 度的視角，更可透過調整鏡片對 600 度以下的近視做補償，並且有四個廣角鏡頭來進行 inside-out 的追蹤。除了使用內附的無線控制器之外，Vive XR Elite 也支援手部追蹤。

## 参阅
- Oculus Rift
- 三星Gear VR
- Google Cardboard
- PlayStation VR，索尼的虚拟现实计划
- Virtual Boy
- Grounded Vindaloop（英语：Grounded Vindaloop）

## 外部連結部链接
- （英文）官方網站（页面存档备份，存于）
- Valve's OpenVR SDK（页面存档备份，存于）